# Ray Sharkey
Raymond 'Ray' Sharkey, Jr. (New York, 14 november 1952 - aldaar, 11 juni 1993) was een Amerikaans acteur van Italiaans-Ierse afkomst. Hij won voor zijn rol in de biografische muziekfilm The Idolmaker in 1981 een Golden Globe en werd een jaar later nogmaals voor deze prijs genomineerd voor zijn spel in de televisiefilm The Ordeal of Bill Carney.
Sharkey kreeg in 1987 te horen dat hij Hiv had opgelopen, maar ontkende de rest van zijn leven dit virus te hebben. Zes jaar later stierf hij aan de gevolgen van Aids.

## Levensloop
Sharkey maakte in 1974 zijn film- en acteerdebuut als een niet bij naam genoemde student in de komedie The Lords of Flatbush. Vervolgens speelde hij meer dan 25 filmrollen, meer dan 35 inclusief die in televisiefilms. Hij acteerde daarnaast in enkele televisieseries. Na eenmalige gastrolletjes in onder meer All in the Family, The Streets of San Francisco en Miami Vice kreeg Sharkey in 1986 voor het eerst een wederkerende rol als U.S. Attorney Harry Breitel in Crime Story. Later speelde hij de wederkerende personages Sonny Steelgrave in Wiseguy en Sal Bavasso in The Man in the Family.
Sharkey had gedurende zijn hele acteercarrière grote moeite om van de heroïne en cocaïne af te blijven. Dit lukte hem regelmatig niet, waardoor hij meermaals werd gearresteerd. Zijn drugsgebruik was er ook debet aan dat hij meerdere keren in het ziekenhuis belandde na zijn auto in elkaar te hebben gereden.
Sharkey kreeg in 1987 te horen dat hij met Hiv besmet was, maar ontkende dit in alle toonaarden, ondanks dat hij in de jaren die volgden zichtbaar aftakelde. Hij bleef ook seksuele relaties aangaan zonder zijn bedpartners over de Hiv te vertellen, zoals met model Elena Monica. Vijf maanden nadat zij een relatie met Sharkey kreeg, werd ze voor hersenvliesontsteking in het ziekenhuis opgenomen. Daar kwam uit bloedtesten naar voren dat ze het Hiv droeg, terwijl dit uit een test enkele maanden daarvoor nog niet bleek. Monica klaagde hem daarop aan en eiste 52 miljoen dollar van hem. Omdat hij niet kwam opdagen, won ze de rechtszaak. Sharkey was niettemin blut, waardoor ze geen geld kreeg.
Sharkey trouwde in 1981 met Rebecca Wood, maar hun huwelijk liep in 1986 stuk. Daarop hertrouwde hij in 1988 met Carole Graham, met wie hij dochter Cecelia Bonnie kreeg. Niettemin liep in 1992 ook zijn tweede huwelijk op de klippen.

## Filmografie
*Exclusief tien televisiefilms
| - Cop and ½ (1993) - Round Trip to Heaven (1992) - Dead On: Relentless II (1992) - Caged Fear (1992) - Zebrahead (1992) - Act of Piracy (1990) - The Rain Killer (1990) - 27 Wagons Full of Cotton (1990) - Wired (1989) - Scenes from the Class Struggle in Beverly Hills (1989) - P.I. Private Investigations (1987) - No Mercy (1986) - Wise Guys (1986) - Hellhole (1985) | - Body Rock (1984) - Du-beat-e-o (1984) - Some Kind of Hero (1982) - Love & Money (1982) - Regina Roma (1982) - The Idolmaker (1980) - Willie & Phil (1980) - Heart Beat (1980) - Paradise Alley (1978) - Who'll Stop the Rain (1978) - Stunts (1977) - Hot Tomorrows (1977) - Trackdown (1976) - The Lords of Flatbush (1974) |

## Televisieseries
*Exclusief eenmalige gastrollen
- The Man in the Family - Sal Bavasso (1991-1992, zeven afleveringen)
- Wiseguy - Sonny Steelgrave (1987-1989, elf afleveringen)
- Crime Story - U.S. Atty. Harry Breitel (1986-1987, vier afleveringen)

- Biblioteca Nacional de España: XX1550274
- Bibliothèque nationale de France: cb140405180 (data)
- International Standard Name Identifier: 0000 0000 4439 9755
- Library of Congress Control Number: n94040038
- Nederlandse Thesaurus van Auteursnamen: 085991228
- Virtual International Authority File: 59284865
- WorldCat: E39PBJfCpTqhd9vdG4CpfqpByd